# Хосе Маріано Салас
Хосе Маріано Салас (ісп. José Mariano Salas; 11 травня 1797 — 24 грудня 1867) — мексиканський політик та військовик, президент Мексики два терміни. Входив до триумвірату (Junta Superior de Gobierno), який запросив Максиміліана Габсбурга на трон і обіймав посаду регента Другої Мексиканської імперії.

## Біографія
Хосе Маріано народився в столиці республіки 11 травня 1797. В 1813 році він вступив в армію кадетом в роялістський полк de Infantes de Puebla. Тож свою службу він розпочав боротьбою з повстанцями. Хосе супроводжував Санта-Анну під час захоплення Халапи, столиці Веракруса. У 1821 році він приєднався до плану Ігуали, що проголошував незалежність Мексики.
За службу імператор Аґустін де Ітурбіде підвищив його до капітана. У 1827 році Хосе Маріано захищав уряд президента Гуадалупе Вікторії, під час повстання плану Монтано. Він воював в Тампіко проти іспанської інтервенції Ісідро Баррадаса (Isidro Barradas) у 1829 році. У 1832 підвищений до підполковника. Командував однією з колон під час штурму Аламо і брав участь в подіях у Llano Perdido. Він прикривав відхід мексиканських військ до Матаморос.
4 серпня 1846 в цитаделі Мехіко Салас повстав проти генерала Маріано Паредеса (Mariano Paredes y Arrillaga), який тимчасово залишив президентський пост Ніколасу Браво (Nicolás Bravo), оскільки сам вирушив воювати з повстанцями в Гвадалахарі. Салас оголосив відновлення федералістського режиму на противагу централістові Паредесові.
Салас тимчасово виконував обов'язки президента з 5 серпня по 23 грудня 1846 року. Він відновив федералістську конституцію 1824 року і скликав новий конгрес. Він намагався посилити армію та відшукати кошти на війну зі Сполученими Штатами. Салас виступив з рядом ініціатив як то заснування національної бібліотеки чи влаштування нового вуличного освітлення, але у воєнні часи було не до них. В грудні він передав владу Санта-Анні.
У 1847 році Маріано був підвищений до генерал-майора. Як другий командувач Північної армії (Ejército del Norte) воював з американцями під час інтервенції США. 20 серпня 1847 під час битви під Падіерною (Batalla de Padierna) потрапив у полон. Після підписання мирного договору був призначений головнокомандувачем і губернатором Керетаро.
Другий раз Салас виконував обов'язки президента кілька днів з 21 січня по 2 лютого 1859 доки до столиці не прибув представник консерваторів Мігель Мірамор.
Як командир гарнізону Мехіко в 18 липня 1863 року Салас був названий одним з трьох регентів до прибуття імператора Максиміліана I.
Семидесятирічний Хосе Маріано Салас помер 24 грудня 1867 в селі Гуадалупе-Ідальго (зараз район Мехіко Gustavo A. Madero).